# David Bižić
David Bižić [david biʒitɕ] est un baryton serbe, né le 25 novembre 1975 à Belgrade, en Yougoslavie (aujourd'hui en Serbie). Il est principalement connu pour ses rôles du répertoire de Mozart

## Biographie
Il intègre en 2000 l’Institut international d’Art Vocal de Tel-Aviv, puis l’Opéra Studio du New Israeli Opera.
En 2003, il est admis au Centre de formation lyrique de l'Opéra national de Paris. Il participe ainsi aux productions de Manon, Pelléas et Mélisande, Saint François d’Assise, Il Trovatore, Tristan und Isolde, De la Maison des Morts.
Il est ensuite réinvité sur la scène de l’Opéra national de Paris (Bastille) pour chanter Masetto dans Don Giovanni dans la toute première mise en scène d’opéra réalisée par le cinéaste Michael Haneke, il participe à Cardillac, il chante Schaunard dans La Bohème, Mathieu dans Andrea Chénier et plus récemment Leporello dans Don Giovanni et Guglielmo dans Cosí fan Tutte (Palais Garnier).
Depuis, David Bižić s’est produit sur les plus grandes scènes lyriques internationales : Du Théâtre Bolchoï de Moscou au Covent Garden de Londres, de l’Opéra de Berlin à l'Opéra de Los Angeles, du Teatro Real de Madrid à l’Opéra Royal de Stockholm, du Grand Théâtre de Genève à l’Opéra de Monte-Carlo, de l’Opéra de Vienne au Metropolitan Opera de New York…
En France, il s’est produit dans la plupart des maisons d’opéras en région, principalement dans le répertoire Mozartien (Figaro des Noces de Figaro, Leporello dans Don Giovanni, Publio dans La Clémence de Titus...). On a pu l’entendre notamment à l’Opéra d’Angers-Nantes, à l’Opéra national du Rhin de Strasbourg, à l’Opéra national de Bordeaux, à l’Opéra d'Avignon, au Théâtre du Capitole de Toulouse, à l’Opéra de Rennes, à l’Opéra de Montpellier…
Il a été invité dans les deux plus prestigieux festivals lyriques en France : Les Chorégies d’Orange (Il Trovatore) et le Festival d’Aix-en-Provence (Don Giovanni).
Au concert, il s’est produit avec l’Orchestre symphonique de Jérusalem (Requiem de Fauré, Messe en La bémol de Schubert, Nelson Mass de Haydn), l’Orchestre de Paris (Manuel dans la Vida Breve dirigé par Maestro Rafael Frühbeck de Burgos). On a pu l’entendre dans la 9e Symphonie de Beethoven ou encore le Requiem de Fauré avec l’Ensemble orchestral de Paris et le Chœur Accentus dirigés par Laurence Equilbey lors de l’édition 2010 du Festival de Saint Denis, et il participe à Samson et Dalila en version de concert avec l’Orchestre de Montpellier.

## Carrière
- 2019 : Escamillo dans Carmen, Macerata Opera Festival
- 2019 : Belcore dans L'Élixir d’amour de Gaetano Donizetti, Opéra de Toulon
- 2018 : Lescaut dans Manon Lescaut (Puccini), Grand théâtre du Liceu
- 2018 : Enrico dans Lucia di Lammermoor de Gaetano Donizetti, Opéra de Toulon
- 2018 : Eugène Onéguine dans Eugène Onéguine de Tchaïkovski,Opéra-Théâtre de Metz[8]
- 2017 : Sharpless dans Madama Butterfly de Giacomo Puccini, Metropolitan Opera
- 2017 : Zurga dans Les Pêcheurs de perles de Georges Bizet, Opéra national de Bordeaux
- 2016 : Figaro dans Les Noces de Figaro de Wolfgang Amadeus Mozart, Opéra de Toulon
- 2016 : Marcello dans La Bohème de Giacomo Puccini, Metropolitan Opera
- 2016 : Albert dans Werther de Jules Massenet,Covent Garden de Londres
- 2016 : Eugène Onéguine dans Eugène Onéguine de Tchaïkovski, Opéra-Théâtre de Limoges
- 2016 : Don Giovanni dans Don Giovanni de Wolfgang Amadeus Mozart, Opéra de Rouen Normandie
- 2015 : Figaro dans Les Noces de Figaro de Wolfgang Amadeus Mozart, Opéra flamand
- 2014 : Marcello dans La Bohème de Giacomo Puccini, Metropolitan Opera
- 2014 : Marcello dans La Bohème de Giacomo Puccini, opéra de Bordeaux
- 2014 : Le comte Almaviva dans Les Noces de Figaro de Wolfgang Amadeus Mozart,
- 2014 : Albert dans Werther de Jules Massenet, Metropolitan Opera
- 2014 : Leporello dans Don Giovanni de Wolfgang Amadeus Mozart, Opéra de Vienne
- 2013 : Guglielmo dans Cosi fan Tutte de Wolfgang Amadeus Mozart, opéra Garnier
- 2013 : Figaro dans Les Noces de Figaro de Wolfgang Amadeus Mozart, Grand Théâtre de Genève
- 2013 : Leporello dans Don Giovanni de Wolfgang Amadeus Mozart, Opéra de Montpellier
- 2013 : Masetto dans Don Giovanni de Wolfgang Amadeus Mozart, Teatro Real de Madrid
- 2013 : Don Giovanni dans Don Giovanni de Wolfgang Amadeus Mozart, Opera de Maribor
- 2012 : Schaunard dans La Bohème de Giacomo Puccini, Covent Garden de Londres
- 2012 : Leporello dans Don Giovanni de Wolfgang Amadeus Mozart, opéra Bastille
- 2012 : Figaro dans Les Noces de Figaro de Wolfgang Amadeus Mozart, opéra de Bordeaux
- 2012 : Leporello dans Don Giovanni de Wolfgang Amadeus Mozart, Palau de les Arts Reina Sofia, Valencia
- 2012 : Leporello dans Don Giovanni de Wolfgang Amadeus Mozart, Deutsche Oper Berlin
- 2011 : Escamillo dans Carmen de Georges Bizet, Opéra royal de Stockholm
- 2011 : Leporello dans Don Giovanni de Wolfgang Amadeus Mozart, Opéra de Berlin
- 2010 : Leporello dans Don Giovanni de Wolfgang Amadeus Mozart, Théâtre Bolchoï de Moscou
- 2010 : Masetto aix dans Don Giovanni de Wolfgang Amadeus Mozart, Festival d’Aix-en-Provence
- 2010 : Figaro dans Les Noces de Figaro de Wolfgang Amadeus Mozart, Opéra de Monte-Carlo
- 2009 : Schaunard dans La Bohème de Giacomo Puccini, opéra Bastille
- 2009 : Figaro dans Les Noces de Figaro de Wolfgang Amadeus Mozart, Opéra de Monte-Carlo
- 2008 : Grand prêtre dans Samson et Dalila de Camille Saint-Saëns, Opéra royal de Stockholm
- 2007 : Leporello dans Don Giovanni de Wolfgang Amadeus Mozart, Théâtre du Capitole de Toulouse
- 2006 : Figaro dans Les Noces de Figaro de Wolfgang Amadeus Mozart, Angers-Nantes Opéra
- 2006 : Belcore dans L'Élixir d’amour de Gaetano Donizetti, Théâtre national (Belgrade)

## Récompenses
- Second prix dans la catégorie « opéra » lors du concours « Operalia - Placido Domingo », en 2007 au Théâtre du Châtelet.
- Prix lyriques 2005 de l'AROP[9], récompensant un jeune chanteur particulièrement distingué au cours de la saison sur la scène de l’Opéra de Paris.

## Discographie et vidéos
- "Réquiem Ebraico - Salmo 92", "Helicon Classics" (Orchestre philharmonique d'Israël / Zubin Mehta) CD 2006
- L'Amour des trois oranges, "TDK Music DVD" (Opéra national de Paris / Sylvain Cambreling / Gilbert Deflo) DVD 2005
- "Don Giovanni"(Freiburger Barockorchester / Louis Langrée / Dmitri Tcherniakov)  DVD et Blu-ray 2013